# Maison de l'Atlante
La maison de l'Atlante ou maison du Samson est un monument historique, sise rue Jules-Lardière, à Amiens.

## Historique
Il s'agit à proprement parler d'une façade du XVIIIe siècle, posée sur un édifice de 1,5 mètre de profondeur construit à cet effet contre une maison Art déco, à l'angle de la rue des Cordeliers et de la rue Jules-Lardière. À l'intérieur, seul un escalier dessert les ouvertures.
En effet, Charles Miné, riche négociant amiénois, se fit construire une maison en 1760 rue des Sergents, et confia l'exécution de la façade à l'architecte Pierre-Joseph Christophle. 
Numérotée initialement 4 778, selon l’ordonnance militaire du 1er mars 1768 pour la numérotation des maisons selon un ordre hélicoïdal depuis la place Gambetta, elle porta à partir de 1804, le no 57 de la rue des Sergents.
Au début du XXe siècle, le propriétaire mourut sans héritier. Son voisin, Anatole Hubault, rachèta la maison prête à s'écrouler pour agrandir la sienne en 1913. Après négociations, il fit don de la façade à la Société des antiquaires de Picardie qui la démonta et la replaça rue Jules-Lardière le 10 mars 1914 avant de l'offrir à la municipalité en 1916. 
Elle fut inscrite au titre des monuments historiques par arrêté du 18 mai 1926

## Architecture et décoration
Réalisée entièrement en calcaire en 1761, la façade s'élève sur quatre niveaux. Elle présente un rez-de-chaussée avec une porte cochère à droite et deux fenêtres dotées de grilles au-dessus de deux soupiraux murés, puis trois fenêtres à chacun des deux étages. Trois chiens-assis, un rectangulaire entre deux en œil-de-bœuf, dépassent du toit en ardoise. 
Au centre du premier étage, Jean-Baptiste Dupuis, beau-père de Christophle, sculpta un atlante, couvert d'une peau de lion, maintenant sur son dos avec ses mains le balcon semi-ovale, et se mordant les lèvres du fait de l'effort.
Au second étage, le balcon est rectiligne. Chaque ouverture des deux étages est ornée des garde-corps en fer forgé.
En 2000, François Vasselle restaura la façade et Michel Vion rénova le bras et le visage de l'Atlante dont un moulage du visage est conservé au Musée de Picardie.